# Martin Hersman
Martinus Anthonius Johannes Maria Hersman (conocido como Martin Hersman; Sassenheim, 26 de febrero de 1974) es un deportista neerlandés que compitió en patinaje de velocidad sobre hielo.
Ganó dos medallas de bronce en el Campeonato Mundial de Patinaje de Velocidad sobre Hielo en Distancia Individual, en los años 1996 y 1997, y una medalla de bronce en el Campeonato Europeo de Patinaje de Velocidad sobre Hielo de 1996.
Participó en dos Juegos Olímpicos de Invierno, ocupando el octavo lugar en Lillehammer 1994 y el sexto en Nagano 1998, en la prueba de 1500 m.

## Palmarés internacional
| Campeonato Mundial en Distancia Individual | Campeonato Mundial en Distancia Individual | Campeonato Mundial en Distancia Individual | Campeonato Mundial en Distancia Individual |
| Año                                        | Lugar                                      | Medalla                                    | Prueba                                     |
| ------------------------------------------ | ------------------------------------------ | ------------------------------------------ | ------------------------------------------ |
| 1996                                       | Hamar (Noruega)                            | Medalla de bronce                          | 1500 m                                     |
| 1997                                       | Varsovia (Polonia)                         | Medalla de bronce                          | 1000 m                                     |
| Campeonato Europeo                         |                                            |                                            |                                            |
| Año                                        | Lugar                                      | Medalla                                    | Prueba                                     |
| 1996                                       | Heerenveen (Países Bajos)                  | Medalla de bronce                          | Clasificación general                      |